# Baissopteridae
Baissopteridae (лат.) — семейство вымерших насекомых из отряда верблюдок. Представители семейства жили, начиная с нижнемеловой эпохи, до окончания эоцена (125,45—33,9 млн лет назад).
Отличается большим количеством поперечных жилок и ветвей Rs. Длина крыльев составляла 8,7—27,7 мм. Baissopteridae были найдены в Евразии, Южной и Северной Америке. Наряду с Mesoraphidiidae представители Baissopteridae были самыми распространенными верблюдками мезозоя.

## Классификация
По данным сайта Paleobiology Database, на октябрь 2018 года в семейство включают 8 вымерших родов:
- Ascalapharia Novokshonov, 1990 (1 вид)
- Austroraphidia Willmann, 1994 (1 вид)
- Baissoptera Martynova, 1961 [syn. Arariperaphidia Martins-Neto & Vulcano, 1990, Rudiraphidia Ren, 1997] (12 видов)
- Cretoraphidia Ponomarenko, 1993 (4 вида)
- Cretoraphidiopsis Engel, 2002 [syn. Cretoraphidia Willmann, 1994 non Ponomarenko, 1993] (1 вид)
- Dictyoraphidia Handlirsch, 1910 (1 вид)
- Lugala Willmann, 1994 (1 вид)
- Microbaissoptera Lyu et al., 2017 (2 вида)

Также из бирманского янтаря было описано 11 видов и 6 родов Baissopteridae.